# 국립나주병원
국립나주병원(國立羅州病院, Naju National Hospital)은 정신질환을 가진 사람에 대한 진료·조사·연구, 정신보건사업의 지원·수행 및 정신건강의학과 의료요원 등의 교육·훈련에 관한 업무를 관장하는 대한민국 보건복지부의 소속기관이다. 2002년 5월 6일 발족하였으며, 전라남도 나주시 산포면 세남로 1328-31에 위치하고 있다. 원장은 고위공무원단 나등급에 속하는 임기제공무원으로 보한다.

## 직무
- 정신질환의 예방과 정신질환자에 대한 진료
- 정신과 환자의 사회복귀 촉진을 위한 낮병동 운영
- 국민정신보건·정신의학 및 진료기술수준의 향상을 위한 조사·연구
- 정신과 의료요원 및 정신보건전문요원의 교육·훈련
- 민간정신의료기관 상시 지도·감독
- 정신보건전문요원 수련기관 지도·감독
- 국가정신보건 및 지역사회정신보건사업의 효율적인 추진

## 연혁
- 1956년 7월 1일: 전라남도립정신질환자수용소 설치.
- 1957년 1월 1일: 전라남도립마약중독자수용소 병설.
- 1957년 7월 6일: 전라남도립뇌병원.
- 1965년 6월 26일: 마약중독자수용소를 전라남도립마약중독자진료소로 개칭.
- 1972년 11월 18일: 전라남도립뇌병원, 전남마약중독자진료소 폐지 및 전남도립순천병원 신경정신과 신설.
- 1973년 4월 16일: 전라남도립순천병원 광주분원으로 개칭.
- 1976년 1월 13일: 전라남도립뇌병원으로 개칭.
- 1982년 3월 2일: 전라남도립정신병원으로 개칭.
- 1982년 12월 30일: 전라남도립정신병원 폐지.
- 1983년 1월 1일: 국립나주정신병원으로 승격.
- 2002년 5월 6일: 국립나주병원으로 개편.
- 2006년 1월 1일: 책임운영기관으로 지정.
- 2011년 7월 7일: 느티나무병원학교 개소.

## 조직

### 원장
- 서무과[1]
- 정신건강사업과[2]

의료부
- 정신건강과[4]
- 노인정신과[4]
- 소아청소년정신과[5]
- 정신재활치료과[5]
- 내과[5]
- 치과[5]
- 약제과[6]
- 의료사회사업과[7]
- 간호과[5]

## 사건·사고 및 논란

### 재활환자 간호과장 개인농장 작업 차출
2011년 9월 21일 보건복지부가 최경희 한나라당 의원에게 제출한 자료에 따르면 국립나주병원 간호과장 K씨는 병원의 승인 없이 수차례 직업재활 환자들을 개인 농장에서 작업시킨 것으로 밝혀졌다. K씨는 병원의 승인을 받지 않고 2008년 5월부터 2010년 3월까지 총 13회에 걸쳐 20명의 직업재활 환자를 개인 농장에서 작업시켰다. 정신보건법에 따르면 입원 환자를 직업재활에 참여시킬 경우 반드시 의료사회사업과를 통해 환자 동의 등 공식적인 절차를 거쳐야 하지만 병원의 승인을 받지 않은 K씨의 행동은 명백한 위법행위에 해당한다고 최 의원은 설명했다.

### 병원장 재임용에 간호사 집단 반발
2011년 12월 9일 국립나주병원 공무원직장협의회와 전국공무원노동조합 국립나주병원지회는 성명을 통해 "현 병원장의 독선적인 기관운영, 부당한 인사조치와 업무지시, 부적절한 언행 등을 이유로 현 병원장의 2012년 2월 재임용에 반대한다"고 밝혔다. 간호사들은 특히 "책임 운영기관 평가지표인 '자의 입원율' 목표치 달성을 위해 '보호자 동의 입원 환자' 중 만기퇴원 환자를 대상으로 퇴원 후 자의입원 형식으로 재입원하도록 병동에 지시해 보호자와 환자의 자율적 선택권을 침해하고 있다"고 주장했다. 또 현 병원장의 근무태만과 부적절한 언행, 과도한 업무지시, 독단적인 병원운용도 재임용 반대 이유로 제시했다.
이에 대해 국립나주병원장은 "노조의 주장은 사실과 다르다"며 "보건복지부 차원에서 사실관계를 조사하고 있어 조만간 진실이 밝혀질 것"이라고 해명했다.
한편 간호사들은 국립나주병원장 재임용반대 서명운동을 벌여 6급 이하 전체직원 167명 가운데 휴직과 교육, 휴무 등을 이유로 불참한 19명을 뺀 148명 중 104명의 서명을 받았다.